# Rein Põder
Rein Põder, né le 7 juillet 1943 à Mõniste (République socialiste soviétique d'Estonie) et mort le 23 octobre 2018 à Tallinn (Estonie), est un écrivain soviétique puis estonien.

## Ouvrages
- Kingitus. Eesti Raamat, Tallinn, 1981.
- Kuldvits. Eesti Raamat, Tallinn, 1982.
- Kahekesi maailmas. Eesti Raamat, Tallinn, 1982.
- Hilised astrid. Eesti Raamat, Tallinn, 1984.
- Kõige pikem suvi. Eesti Raamat, Tallinn, 1986.
- Kivide aed. Eesti Raamat, Tallinn, 1986.
- Põlev ratas. Kaksteist kuud. Eesti Raamat, Tallinn, 1988.
- Pardiajaja. Eesti Raamat, Tallinn, 1988.
- Salaarmastus. Eesti Raamat, Tallinn, 1990.
- Jahedad varjud. Eesti Raamat, Tallinn, 1992.
- Külmnäpp. Eesti Raamat, Tallinn, 1993.
- Imelik vang. Eesti Raamat, Tallinn, 1995.
- Armastuse hääl. Eesti Raamat, Tallinn, 1996.
- Äiatar. Eesti Raamat, Tallinn, 1998.
- Hula. Eesti Raamat, Tallinn, 2000.
- Hiliskevad. Pihtimusromaan. Eesti Raamat, Tallinn, 2002.
- Teadmatus. Eesti Raamat, Tallinn, 2004.
- Eike. Eesti Raamat, Tallinn, 2006.
- Juba olnud. Eesti Raamat, Tallinn, 2008.
- Unustatud. Teekonnaromaan. Eesti Raamat, Tallinn, 2010  (ISBN 978-9985-65-777-5).